# Alejandra Howard
Alejandra Howard, född 9 februari 2010 i Barcelona, är en spansk-amerikansk skådespelare.
Howard har bland annat medverkat i filmerna La vampira de Barcelona, Ödemarken och Bird Box Barcelona.

## Filmografi (i urval)
- 2020 – La vampira de Barcelona
- 2022 – Ödemarken
- 2023 – Bird Box Barcelona